# Кљаке
Кљаке су насељено мјесто у саставу општине Ружић, у Далмацији, Република Хрватска.

## Географија
Налазе се на југоисточном ободу Петровог поља, у подножју планине Мосећ.

## Историја
До територијалне реорганизације у Хрватској налазило се у саставу бивше велике општине Дрниш. За вријеме рата у бившој СР Хрватској (1991―1995), село је било под хрватском контролом, у пограничној зони према Републици Српској Крајини.

## Становништво
Кљаке су према попису становништва из 2011. године имале 261 становника.

## Попис 1991.
На попису становништва 1991. године, насељено место Кљаке је имало 509 становника, следећег националног састава:
| Попис 1991.‍ | Попис 1991.‍ | Попис 1991.‍ | Попис 1991.‍ | Попис 1991.‍ |
| ----------- | ----------- | ----------- | ----------- | ----------- |
|             |             |             |             |             |
| Хрвати      | Хрвати      |             | 493         | 96,85%      |
| Словенци    | Словенци    |             | 1           | 0,19%       |
| непознато   | непознато   |             | 15          | 2,94%       |
| укупно: 509 |             |             |             |             |

## Знаменитости
У селу се налази католичка црква „Свети Илија“ из 1832. године.